# Draba incrassata
Draba incrassata là một loài thực vật có hoa trong họ Cải. Loài này được (Rollins) Rollins & R.A.Price mô tả khoa học đầu tiên năm 1991.